# ŽNL Šibensko-kninska 2004./05.
Ovaj članak je podtema članka: 4. rang HNL-a 2004./05.

ŽNL Šibensko-kninska u sezoni 2004./05. je predstavljala jedinu županijsku ligu u Šibensko-kninskoj županiji, te ligu četvrtog stupnja hrvatskog nogometnog prvenstva. 
 
Sudjelovalo je sedam klubova, a prvak je bio klub "Vodice". 

## Sustav natjecanja
Sudjelovalo je sedam klubova a igrano je u dva dijela: 
- Prvi dio – 7 klubova je igralo dvokružnu ligu (14 kola, 12 utakmica po klubu)
- Doigravanje za prvaka – 4 prvoplasirane momčadi iz "Prvog dijela" su igrale dvokružnim ligaškm sustavom (6 kola), uz prenešne sve rezultate iz "Prvog dijela"

## Sudionici
- Bukovica –  Kistanje
- Dinara – Knin
- DOŠK –  Drniš
- Mihovil – Šibenik
- Mladost – Tribunj
- SOŠK – Skradin
- Vodice – Vodice

## Ljestvica

### Prvi dio
| Poz. | Momčad          | U  | P  | N | I  | G+ | G– | G+/– | Bod. | Nastavak natjecanja ili ispadanje |
| ---- | --------------- | -- | -- | - | -- | -- | -- | ---- | ---- | --------------------------------- |
| 1.   | Vodice          | 12 | 12 | 0 | 0  | 44 | 4  | +40  | 36   | Doigravanje za prvaka             |
| 2.   | Dinara          | 12 | 10 | 0 | 2  | 31 | 11 | +20  | 30   | Doigravanje za prvaka             |
| 3.   | SOŠK Skradin    | 12 | 6  | 1 | 5  | 25 | 16 | +9   | 19   | Doigravanje za prvaka             |
| 4.   | DOŠK Drniš      | 12 | 6  | 1 | 5  | 19 | 17 | +2   | 19   | Doigravanje za prvaka             |
| 5.   | Bukovica        | 12 | 3  | 1 | 8  | 21 | 38 | −17  | 9    |                                   |
| 6.   | Mihovil         | 12 | 2  | 0 | 10 | 12 | 41 | −29  | 6    |                                   |
| 7.   | Mladost Tribunj | 12 | 1  | 1 | 10 | 9  | 38 | −29  | 4    |                                   |

1. ↑  1 bod oduzet od saveza.

### Doigravanje za prvaka
| Poz. | Momčad       | U  | P  | N | I  | G+ | G– | G+/– | Bod. | Nastavak natjecanja ili ispadanje |
| ---- | ------------ | -- | -- | - | -- | -- | -- | ---- | ---- | --------------------------------- |
| 1.   | Vodice (P)   | 18 | 15 | 1 | 2  | 52 | 9  | +43  | 46   | Kvalifikacije za 3. HNL – Jug     |
| 2.   | Dinara       | 18 | 12 | 3 | 3  | 40 | 16 | +24  | 39   |                                   |
| 3.   | SOŠK Skradin | 18 | 9  | 4 | 5  | 34 | 21 | +13  | 31   |                                   |
| 4.   | DOŠK Drniš   | 18 | 6  | 2 | 10 | 21 | 30 | −9   | 20   |                                   |

- Uključeni svi rezultati iz prvog dijela lige.

## Rezultatska križaljka

### Prvi dio
| kratica | klub              | BUK | DIN | DOŠK | MIH | MLA | SOŠK | VOD |
| --- | ----------------- | --- | --- | ---- | --- | --- | ---- | --- |
| BUK | Bukovica Kistanje |     |     |      |     |     |      |     |
| DIN | Dinara Knin       |     |     |      |     |     |      |     |
| DOŠK | DOŠK Drniš        |     |     |      |     |     |      |     |
| MIH | Mihovil Šibenik   |     |     |      |     |     |      |     |
| MLA | Mladost Tribunj   |     |     |      |     |     |      |     |
| SOŠK | SOŠK Skradin      |     |     |      |     |     |      |     |
| VOD | Vodice            |     |     |      |     |     |      |     |
| |                   |     |     |      |     |     |      |     |
| podebljan rezultat - utakmice od 1. do 7. kola (1. utakmica između klubova) rezultat normalne debljine - utakmice od 8. do 14. kola (2. utakmica između klubova) rezultat nakošen - nije vidljiv redoslijed odigravanja međusobnih utakmica iz dostupnih izvora rezultat nakošen i smanjen * - iz dostupnih izvora nije uočljiv domaćin susreta prekrižen rezultat - poništena ili brisana utakmica p - utakmica prekinuta 3:0 p.f. / 0:3 p.f. - rezultat 3:0 bez borbe |                   |     |     |      |     |     |      |     |

 Izvori: 

### Doigravanje za prvaka
| kratica | klub         | DIN | DOŠK | SOŠK | VOD |
| --- | ------------ | --- | ---- | ---- | --- |
| DIN | Dinara Knin  |     |      |      |     |
| DOŠK | DOŠK Drniš   |     |      |      |     |
| SOŠK | SOŠK Skradin |     |      |      |     |
| VOD | Vodice       |     |      |      |     |
| |              |     |      |      |     |
| podebljan rezultat - utakmice od 1. do 3. kola (1. utakmica između klubova) rezultat normalne debljine - utakmice od 4. do 6. kola (2. utakmica između klubova) rezultat nakošen - nije vidljiv redoslijed odigravanja međusobnih utakmica iz dostupnih izvora rezultat nakošen i smanjen * - iz dostupnih izvora nije uočljiv domaćin susreta prekrižen rezultat - poništena ili brisana utakmica p - utakmica prekinuta 3:0 p.f. / 0:3 p.f. - rezultat 3:0 bez borbe |              |     |      |      |     |

 Izvori: